# Protesterna i Chile 2019
Protesterna i Chile 2019 inleddes 18 oktober. Den utlösande faktorn var höjda priser i kollektivtrafiken, men en stor del av missnöjet beror också på pensionssystemet där privata fonder går med stora överskott samtidigt som många pensionärer i Chile är mycket fattiga. Protesterna, som har som mest har samlat över en miljon människor i samma demonstrationståg i Santiago, har alltmer kommit att handla om de allmänna levnadsvillkoren i landet. Protesterna riktar sig primärt mot den ekonomiska ojämlikheten som fortgått sedan Chiles konstitution skrevs om 1980 med nyliberala förtecken under diktatorn Augusto Pinochet som kom till makten via militärkuppen i Chile 1973. Landets socialistiska president Salvador Allende begick självmord under kuppen men höll innan dess ett radiotal till nationen där han talade om sin kärlek till Chile och hans hopp för framtiden
Demonstranterna kräver sociala reformer och sänkta kostnader för att köpa nödvändiga förnödenheter Ett flertal generalstrejker har genomförts. President Sebastián Piñera uttalade till en början att landet befann sig i en krigssituation genom det resoluta konstaterandet ''vi är i krig'', men han har senare tvingats backa och mycket drastiskt ombildat regeringen samt utlovat reformer som exempelvis höjda pensioner och lägre elkostnader. Till slut gick han med på att det skulle hållas en folkomröstning om en ny konstitution under våren 2020, vilken senare sköts upp till 25 oktober samma år på grund av coronapandemin.
Militären har gått brutalt fram, minst 29 människor har dött [Uppgift från den 28 december 2019] sedan protesterna började inklusive ett 4-årigt barn.Människorättsorganisationer har fått in flera rapporter angående brott som begåtts mot demonstranter, bland annat tortyr och sexuellt våld. nära 2500 människor har blivit skadade och 2840 har blivit gripna.
Kamplåtarna mot den forna diktaturen, El derecho de vivir en paz (Rätten till ett liv i fred) av Víctor Jara och El pueblo unido jamás será vencido (Ett enat folk kan aldrig trampas ner) av Quilapayún, har enat demonstranterna över hela landet i sång. Protester har även skett med kastruller, något som är återkommande för Chile.
Dricksvatten är 2019 fortfarande en handelsvara i Chile, i ett tillstånd med snabbt ökande ojämlikhet där priserna under de senaste decennierna har ökat mer än lönerna.